# Aire urbaine de Castelsarrasin
L'aire urbaine de Castelsarrasin est une aire urbaine française centrée sur la commune de Castelsarrasin.

## Caractéristiques
En 2020, l'Insee définit un nouveau zonage d'étude : les aires d'attraction des villes. L'aire d'attraction de Castelsarrasin remplace désormais son aire urbaine, avec un périmètre différent.
D'après la définition qu'en donne l'Insee, l'aire urbaine de Castelsarrasin est composée de 4 communes, situées en Tarn-et-Garonne.
Son pôle urbain est l'unité urbaine de Castelsarrasin (couramment : agglomération).

### Évolution de la composition
- 1999 : 2 communes (toutes appartenant au pôle urbain)
- 2010 : 4 communes (dont deux forment le pôle urbain)
  - Castelferrus et Saint-Aignan ajoutées à la couronne du pôle urbain

### Communes
Liste des communes appartenant à l'aire urbaine de Castelsarrasin selon la nouvelle délimitation de 2010 et sa population municipale en 2016 (liste établie par ordre alphabétique) :
| Nom            | Code Insee | Statut | Superficie (km2) | Population (dernière pop. légale) | Densité (hab./km2) |
| -------------- | ---------- | ------ | ---------------- | --------------------------------- | ------------------ |
| Castelferrus   | 82030      |        | 8,39             | 490 (2022)                        | 58                 |
| Castelsarrasin | 82033      |        | 76,77            | 14 335 (2022)                     | 187                |
| Moissac        | 82112      |        | 85,95            | 13 652 (2022)                     | 159                |
| Saint-Aignan   | 82152      |        | 4,85             | 407 (2022)                        | 84                 |

## Évolution démographique
L'évolution démographique ci-dessous concerne l'unité urbaine selon le périmètre défini en 2010.
En 2014, la population de l'aire urbaine a baissé pour la première fois.
| 1968   | 1975   | 1982   | 1990   | 1999   | 2010   | 2011   | 2012   | 2013   | 2014   | 2015   |
| ------ | ------ | ------ | ------ | ------ | ------ | ------ | ------ | ------ | ------ | ------ |
| 23 880 | 23 215 | 22 797 | 24 028 | 24 477 | 26 102 | 26 238 | 26 582 | 27 139 | 27 026 | 27 333 |

| 2016   | 2017   | - | - | - | - | - | - | - | - | - |
| ------ | ------ | - | - | - | - | - | - | - | - | - |
| 27 458 | 27 861 | - | - | - | - | - | - | - | - | - |